# Thuvia, Maid of Mars
Thuvia, Maid of Mars é é um romance de fantasia científica escrito por Edgar Rice Burroughs, o quarto de sua famosa série Barsoom. Sequência do livro The Warlord of Mars, é o quarto dos onze livros da série de ficção científica Barsoom. Nessa edição os personagens principais são Carthoris, filho de John Carter e Dejah Thoris e Thuvia, de Ptarth.

## Personagens
- Carthoris: Filho de John Carter e Dejah Thoris que herda força e a habilidade com uma espada de seu pai. Um personagem menor em The Gods of Mars. Personagem principal em Thuvia, Maid of Mars e o interesse amoroso de Thuvia.
- Thuvia de Ptarth: A Princesa de Ptarth. Ela aparece pela primeira vez em The Gods of Mars, entre um grupo de marcianos vermelhos resgatado por John Carter dos nefastos Therns.

- Kar Komak: Um arqueiro lothariano, com uma personalidade nobre e cavalheiresca (ao contrário da maioria dos restantes lotharianos).

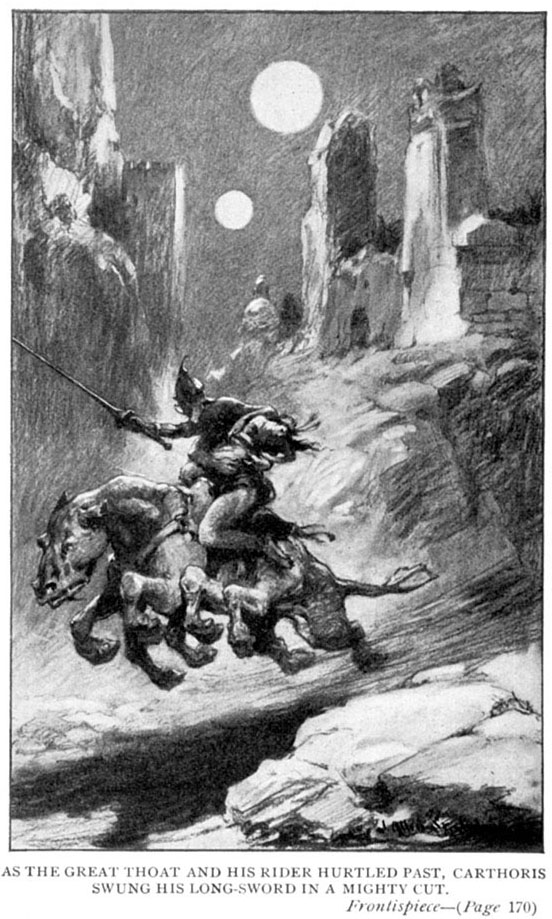
Um marciano verde de Torquas seqüestra Thuvia
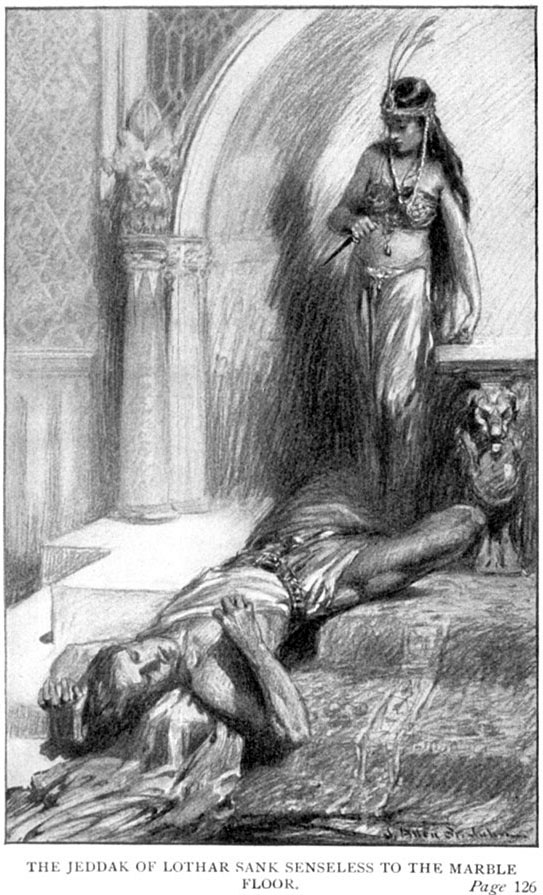
Thuvia derruba Tario
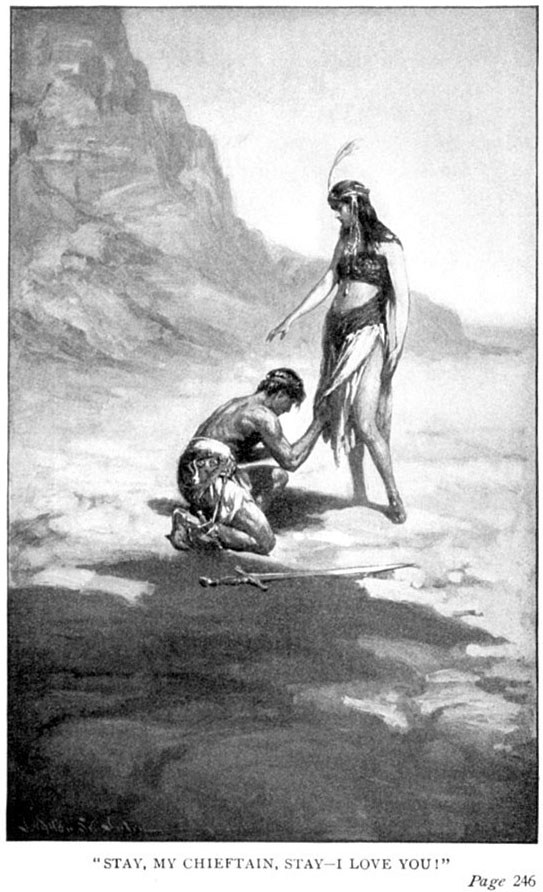
Thuvia e Carthoris
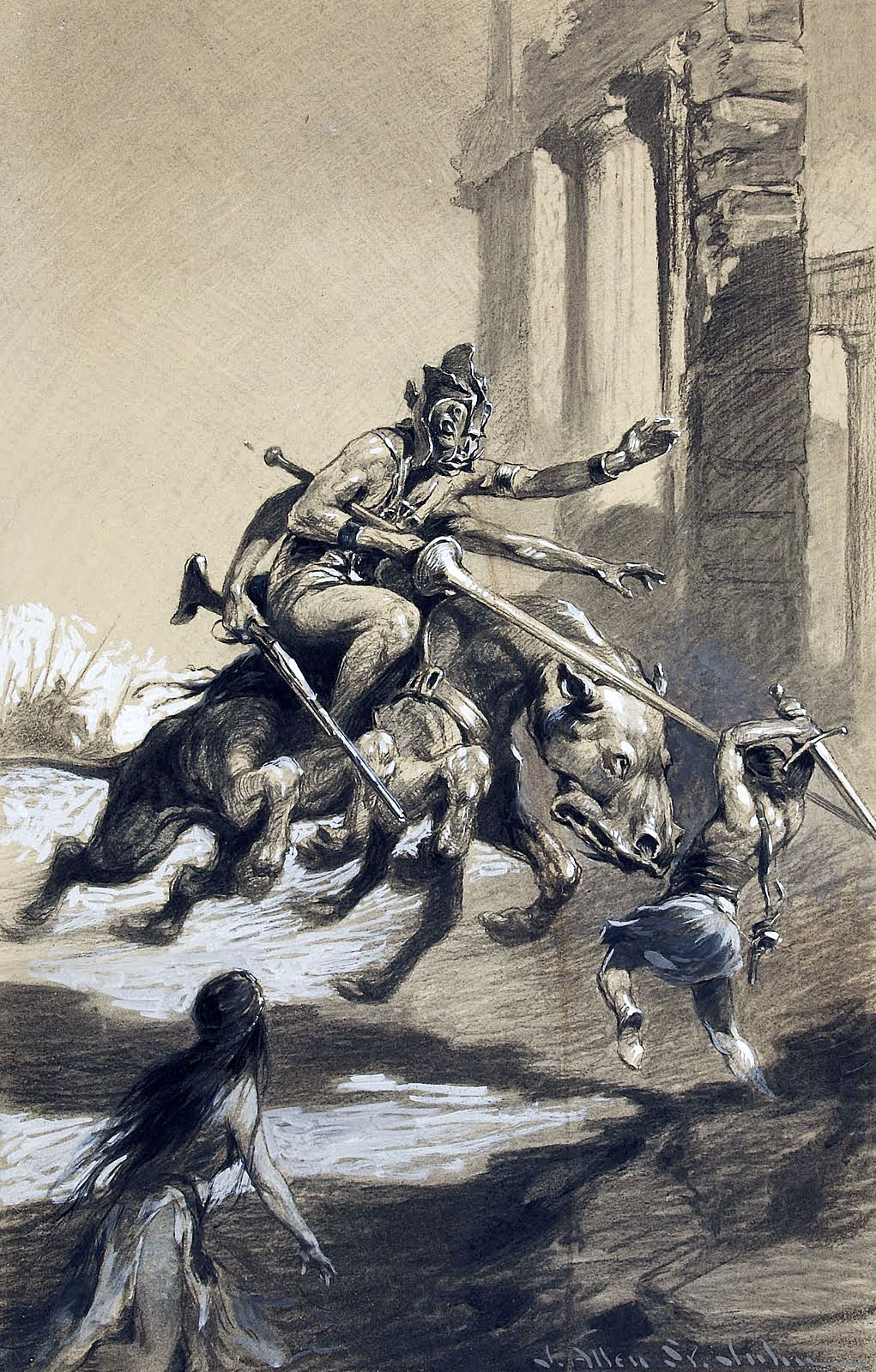
Carthoris lutando contra o marciano verde

## Gêneros
Enquanto o romance é muitas vezes classificado como fantasia científica,  é mais intimamente relacionado a romance planetário e espada e planeta, que possuem afinidades com a fantasia e a espada e feitiçaria; . Distingue-se pela sua inclusão de elementos científicos (ou pseudo-científicos). Tradicionalmente, romances planetários ocorrem na superfície de um mundo alienígena, e muitas vezes incluem lutas de espadas; monstros; elementos sobrenaturais, tais como: habilidades telepáticas (em oposição a magia); E culturas semelhantes a do Planeta Terra em épocas pré-industriais, especialmente com as estruturas sociais teocráticos ou dinásticas. Naves espaciais podem aparecer normalmente, mas não são fundamentais para a história; Esta é uma diferença fundamental da space opera, em que geralmente naves espaciais são fundamentais para a narrativa.